# Huis Harmelen
Huis Harmelen (ook: Huis te Harmelen of Huize Harmelen) is een voormalig kasteel en ridderhofstad bij Harmelen, gemeente Woerden in de Nederlandse provincie Utrecht. Het lag langs de Bijleveld, een oude loop van de Rijn.

## Vroegste vermelding
Everard van Stoutenburg, leenman van de Hollandse graaf in het gerecht Haanwijk onder Harmelen, deelde volgens een oorkonde van 9 oktober 1295 het gerecht Bijleveld met Hendrik van Hermalen. Een oorkonde van 21 december 1296 spreekt van zijn huis met de bijbehorende 43 morgen land in de Harmeler waard. Vermoedelijk had Everard een vrouw uit het geslacht Hermalen gehuwd, die hem als bruidsschat de 43 morgen in de Harmeler (Hermaler) waard bezorgde. Waarschijnlijk liet Everard in de jaren 1270-1280 de woontoren bouwen, die de kern van het oudste huis vormde.

## Plunderingen tijdens de Kabeljauwse twisten
Dirk I Van Zuylen huwde waarschijnlijk een erfdochter, die het huis en het landbezit van 43 morgen als bruidsschat meenam. Tijdens de Hoekse en Kabeljauwse twisten werd het huis in 1482 door de pro-Bourgondische Kabeljauwen geplunderd, evenals de kastelen De Haar en Ter Mey. Pas in 1535 werd de herbouw voltooid, en in 1536 kwam het op de lijst van erkende ridderhofsteden.

## Verwoesting en herbouw
In het Rampjaar 1672 werd het huis door Franse troepen opnieuw verwoest. In 1720 werd op de fundamenten een nieuw huis gebouwd. Ook bij de sloop van dat gebouw in 1913 bleven de kelders gespaard. In de 20e eeuw werd het huis verschillende malen herbouwd. Het huidige, in historiserende stijl opgetrokken pand dateert uit 1949. Vanwege de laatmiddeleeuwse gewelven staat het op de rijksmonumentenlijst.
In 2025 werd het kasteel op 6.095 m² grond te koop aangeboden via Funda, inclusief tuinhuis ’t Spijck, eveneens een rijksmonument met nr. 520241. Een vraagprijs werd niet genoemd, de verkoop zou gaan via openbare inschrijving.

## Afbeeldingen

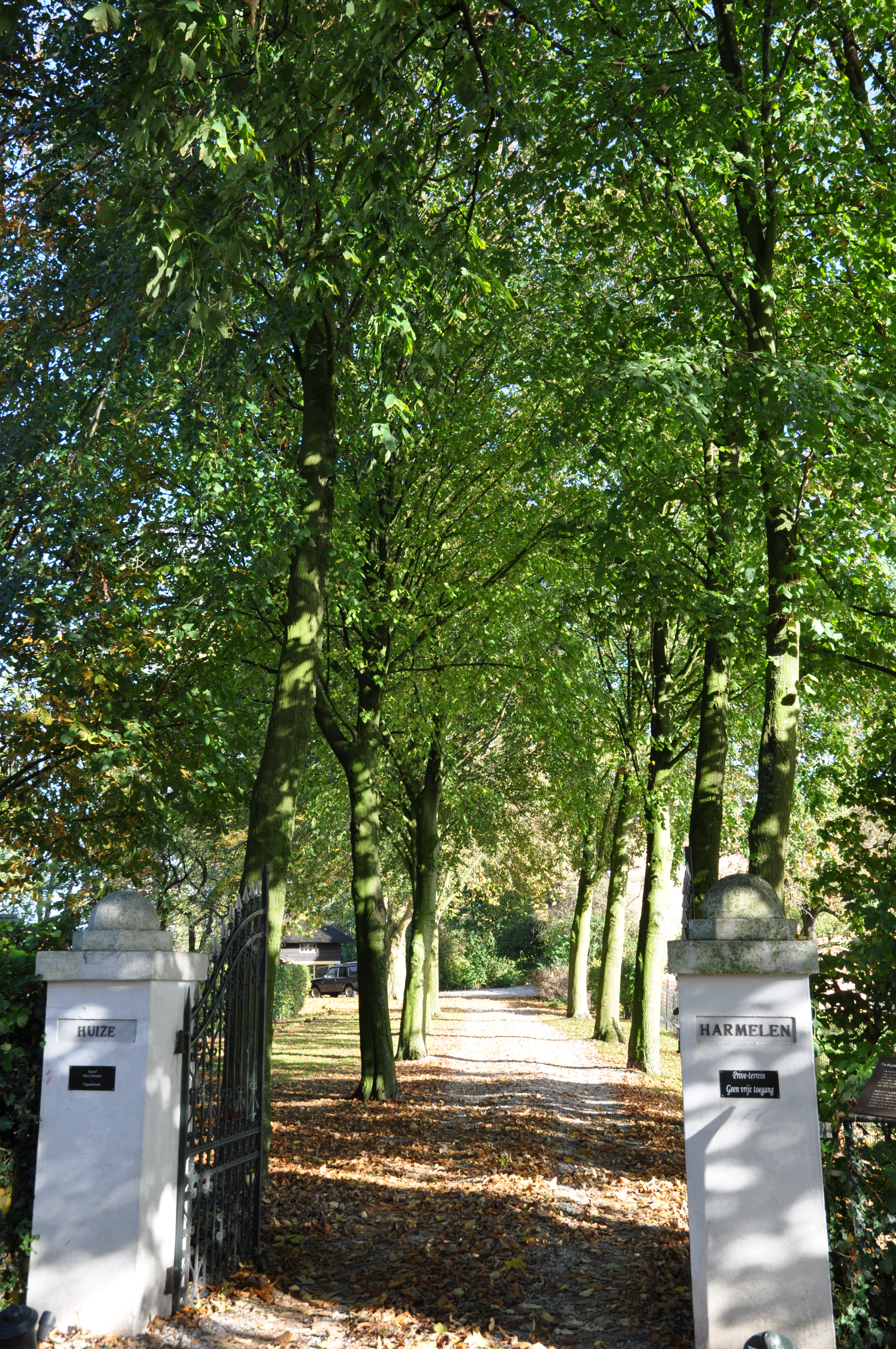
Oprijlaan
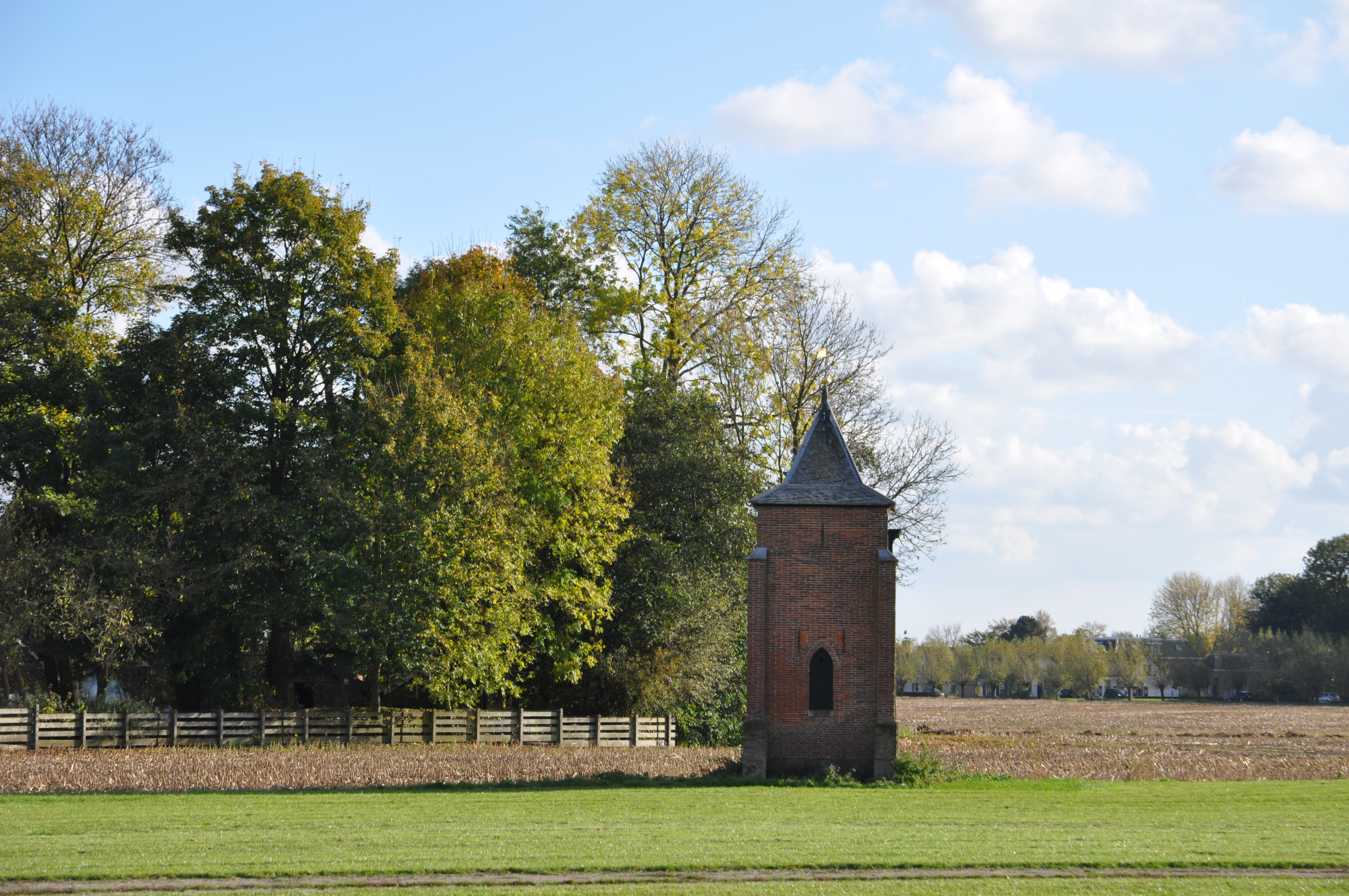
Duiventil
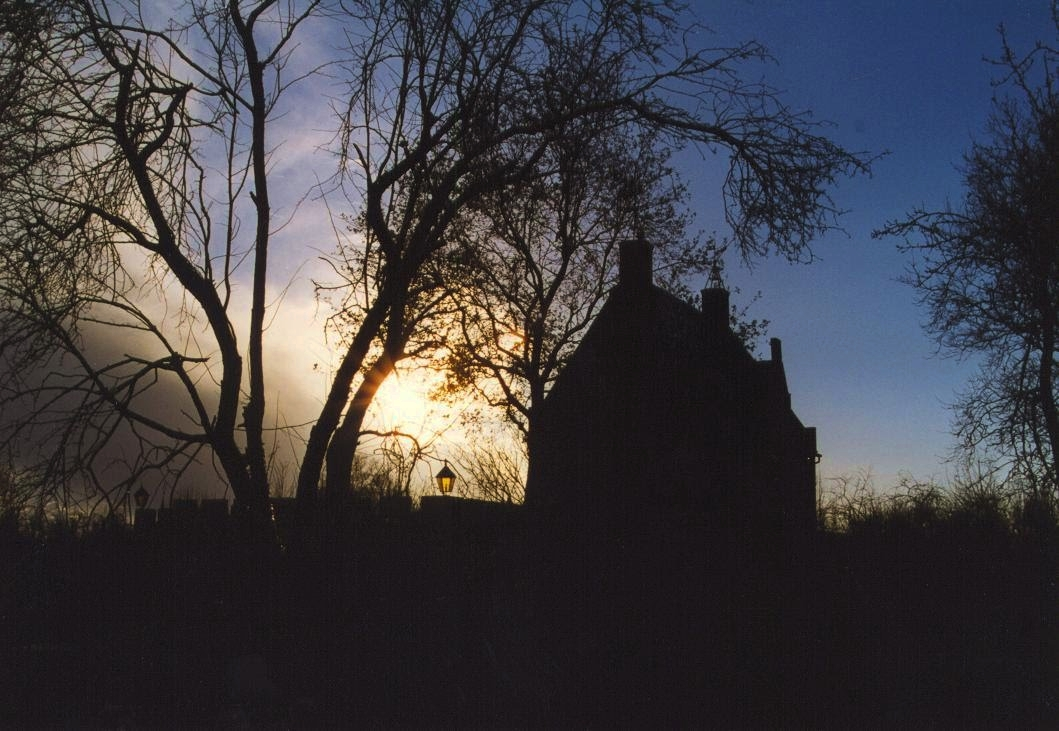
Bij nacht

Kasteel Ter Aa (Breukelen) ·
Aastein ·
Slot Abcoude ·
Amaliastein ·
Nieuw-Amelisweerd ·
Oud-Amelisweerd ·
Kasteel Amerongen ·
Kasteel Batestein (Harmelen) ·
Kasteel Batestein (Vianen) · 
De Beest ·
Bergestein ·
Beverweerd ·
Blasenburg ·
Blikkenburg ·
Blommesteyn ·
Bolenstein ·
Bolsweerd ·
Bottestein ·
Kasteel Broekhuizen ·
Bruinenburg ·
Huis Cammingha ·
Clarenborg ·
Coelhorst ·
De Batau ·
Dompselaer ·
Huis Doorn ·
Drakenburg (kasteel) ·
Drakensteyn ·
Kasteel Duurstede ·
Huis Ter Eem ·
Eijkelenburg ·
Emmickhuizen ·
Den Engh ·
Essenstein ·
Everstein (Everdingen) ·
Everstein (Jutphaas) ·
Den Eyck ·
Galesloot ·
Kasteel Geerestein ·
Gildenborgh ·
Kasteel Ten Goye ·
Grauwert ·
Grijpestein ·
Groenestein (Langbroek) ·
Kasteel Groeneveld (Baarn) ·
Groenewoude (Woudenberg) ·
Gunterstein ·
Kasteel de Haar ·
Kasteel Hagestein ·
Hamtoren ·
Kasteel Hardenbroek ·
Huis Harmelen ·
Ridderhofstad Heemstede ·
Kasteel Heemstede ·
Heimenberg ·
Heimerstein ·
Huis Herlaar ·
Ter Heul ·
Heulestein ·
Hindersteyn ·
Kasteel Ter Horst (Achterberg) ·
Isselt ·
Kasteel IJsselstein ·
Jagenstein ·
Kersbergen ·
Killestein ·
Kronenburg (kasteel) ·
Kasteel Levendaal ·
Lichtenberg (Woudenberg) ·
Lievendaal (Amerongen) ·
Landgoed Linschoten ·
Kasteel Linschoten ·
Lockhorst ·
Kasteel Loenersloot ·
Kasteel Lunenburg ·
Huis Maarsbergen ·
Marckenburg ·
Ter Meer ·
Ter Mey (Haarzuilens) ·
Huis te Mijdrecht ·
Huis te Mijnden ·
Kasteel Moersbergen ·
Kasteel Montfoort ·
Natewisch ·
Te Nesse ·
Kasteel Nijenrode ·
Nijenstein ·
Nijeveld ·
Noordwijk (Langbroek) ·
Huis te Oosterwijk ·
Oostwaard (Utrecht) ·
Op de Bol ·
Oud-Broekhuizen ·
Ridderhofstad Oudaan ·
Huis Oudegein ·
Oudenhorst ·
Plettenburg (kasteel) ·
Huis De Polle ·
Prattenburg ·
Kasteel Putkop ·
Randenbroek (park) ·
Remmerstein ·
Kasteel Renswoude ·
Rhijnauwen ·
Kasteel Rhijnestein ·
Huis Riebeek ·
Kasteel Rijnenburg ·
Rijnestein ·
Rijneveld ·
Kasteel Rijnhuizen ·
Rijningen ·
Huis Rijnsweerd ·
Rijpickerwaard · 
Kasteel Rijsenburg ·
De Roetert ·
Rumelaar ·
Kasteel Ruwiel ·
Royestein ·
Kasteel Sandenburg ·
Kasteel Schalkwijk ·
Kasteel Schonauwen ·
Schurenburg ·
Snaafburg ·
Snellenburg ·
Paleis Soestdijk ·
Steenhuis (Lopik) ·
Kasteel Sterkenburg ·
Stormerdijk ·
Landgoed Stoutenburg ·
Ten Massche ·
Valkenburg (Rhenen) ·
Huis te Velde ·
Kasteel Veldenstein ·
Hofstede te Vliet ·
Huis te Vleuten ·
Huis te Vliet (Lopik) ·
Huis te Vliet (Oudewater) ·
Vogelpoel ·
Huis te Voorn ·
Vredelant ·
Vronestein ·
Vuijlcop ·
Kasteel Walenburg ·
Wayenstein (Amerongen) ·
Kasteel Weerdenburg ·
Weerdesteyn ·
Weerestein ·
Hof ter Weyde ·
Wickenburgh ·
Wijnestein ·
Wiltenburg (Utrecht) ·
Kasteel van Woerden ·
Huis Woudenberg ·
Huis te Woudenberg (I) ·
Huis te Woudenberg (II) ·
Wulven ·
Kasteel Oud-Wulven ·
Wulvenhorst ·
Slot Zeist ·
Kasteel Zuilenburg ·
Zuileveld ·
Slot Zuylen ·
Huis Zuylenstein